# Kính uốn cong
Kính uốn cong hay còn gọi là, kính uốn, kính uốn cường lực là loại kính cao cấp, được uốn cong theo một số định dạng khác nhau tùy nhu cầu sử dụng. Kính này cũng thuộc loại kính an toàn.
So với các loại kính thông thường có cùng kích thước thì kính cường lực có sức chịu lực cao hơn gấp 5 lần và chịu được sức gió giật gấp 12 lần. Cụ thể, tải trọng mà loại kính này chịu được lên tới 10.000 psi, tương đương với 700kg.

## Phương pháp sản xuất
- Phương pháp gia nhiệt đến điểm kính hóa mềm: định hình dạng sản phẩm kính bằng khuôn kim loại và sau đó giảm dần nhiệt độ một cách đều đặn để đảm bảo có được sản phẩm kính có hình dạng như mong đợi. Phương pháp này không làm thay đổi các tính năng đặc trưng của kính nguyên liệu ban đầu.Tùy theo độ dày và chủng loại của nguyên liệu, quy trình hoạt động của máy sẽ được cài đặt phù hợp cho từng loại.

Yêu cầu thành phẩm kính uốn cong là phải đáp ứng được hầu hết các yêu cầu về tính mỹ thuật, hình dạng cong phức tạp mà vẫn giữ được các lý tính của kính như: tính chịu lực, tính thấu quang, tính truyền nhiệt,.v.v...

## Ứng dụng
Kính uốn cong thường được sử dụng cho các công trình đòi hỏi an toàn và mỹ thuật. Các ứng dụng cụ thể là làm các mặt dựng công trình, thang máy, buồng tắm đứng, hồ cá, trang trí nội thất,.v.v...

## Quy trình sản xuất
Quy trình sản xuất theo phương pháp gia nhiệt đến điểm kính hóa mềm:
Kính tấm nguyên khổ lớn => Cắt theo qui cách và hình dạng theo thiết kế(bằng máy cắt kính)=>Mài, đánh bóng cạnh (sử dụng máy mài cạnh, đánh bóng kính)=>Tạo hoa văn trên bề mặt kính (nếu công trình có yêu cầu; sử dụng máy phun cát, hoặc máy mài kính, hoặc in lụa bằng sơn men - Nếu sơn men thì sẽ có thêm công đoạn hấp khô)=>Rửa sạch bằng nước xà phòng, sau đó sấy khô (sử dụng máy rửa kính)=>uốn cong kính (bằng máy uốn kính)=>Kính uốn cong thành phẩm.